# Gymnelia colona
Gymnelia colona là một loài bướm đêm thuộc phân họ Arctiinae, họ Erebidae.